# Góbio-anão-flamejante
O góbio-anão-flamejante (Sueviota aethon), é pequena espécie de góbio que foi descrita em 2024, sendo endêmico do Mar Vermelho, possuindo características similares com góbios do gênero Eviota.
Esse peixe é caracterizado por sua ''expressão descontente'' e grandes caninos que desempenham um papel crucial em seus hábitos alimentares, permitindo-lhe caçar pequenas presas, bem como sua coloração vermelha brilhante que ele usa para se misturar ao ambiente ao redor, referindo-se ao seu nome comum ''flamejante''.
O góbio-anão-flamejante habita fendas e tocas de corais entre 10 a 30 m de profundidade. Até o momento, o góbio-anão-flamejante é conhecido por habitar apenas a costa da Arábia Saudita, no Mar Vermelho, tendo apenas 5 espécimes coletados ao longo da costa.